# بدن (گوموش‌حاجی‌کوی)
بدن (به ترکی استانبولی: Beden) یک منطقهٔ مسکونی در ترکیه است که در گوموش‌حاجی‌کوی واقع شده‌است. بدن ۳۳۷ نفر جمعیت دارد.